# Trillium gracile
Trillium gracile är en nysrotsväxtart som beskrevs av J.D.Freeman. Trillium gracile ingår i släktet treblad, och familjen nysrotsväxter. Inga underarter finns listade.